# Stara Synagoga w Skarżysku-Kamiennej
Stara Synagoga w Skarżysku-Kamiennej – drewniana bożnica zbudowana w 1891 roku przy ulicy Fabrycznej 17/19. W 1935 roku na jej miejscu wybudowano nową murowaną synagogę.